# منتصلة ماربلاتينية
منتصلة ماربلاتينية (الاسم العلمي: Achromobacter marplatensis) هي نوع من البكتيريا، سلبية الغرام، تتبع المنتصلة.